# Francesco Neri
Francesco Neri (Catanzaro, 21 de dezembro de 1959) é um arcebispo católico italiano, arcebispo de Otranto desde 19 de abril de 2023.

## Biografia

### Formação sacerdotal e ministério
Nascido em 21 de dezembro de 1959 em Catanzaro, capital da província e sede do arcebispo, era irmão de Mons. Antonio Neri (1961-2017), ex-subsecretário da Congregação do Clero de 2011 até sua morte.
Antes de embarcar na vida religiosa formou-se em Direito. Fez a profissão perpétua na Ordem dos Frades Menores Capuchinhos em 7 de outubro de 1990 e foi ordenado sacerdote em 6 de julho de 1991, concluindo os estudos teológicos no Instituto Teológico "Santa Fara" de Bari. o Colégio de sua Ordem "San Lorenzo da Brindisi" em Roma, obtendo o Doutorado em Teologia na Pontifícia Universidade Gregoriana de Roma.
Durante a sua atividade desempenhou as seguintes funções:
- Professor de Cristologia, Teologia Trinitária e Antropologia Teológica (1994-2023);
- Mestre da casa de estudantes teológicos de Santa Fara em Bari (1995-2006);
- Assistente da seção da União dos Juristas Católicos Italianos da Arquidiocese de Bari-Bitonto (1998-2006);
- Vigário provincial da província de Puglia da Ordem dos Frades Menores Capuchinhos (2003-2006);
- Ministro provincial da província de Puglia da Ordem dos Frades Menores Capuchinhos e presidente do CISM regional (2006-2012);
- Membro do conselho presbiteral da arquidiocese de Bari-Bitonto (2007-2012);
- Vice-reitor da Faculdade Teológica da Apúlia (2012-2018);
- Diretor do Instituto Teológico Santa Fara de Bari (2015-2017);
- Reitor do Colégio Internacional San Lorenzo da Brindisi de Roma (2017-2018).

De 2018 a 2023 é conselheiro geral da Ordem dos Frades Menores Capuchinhos em Roma; é também membro da comissão mista da Conferência Episcopal Italiana - Vida Consagrada, diretor da revista Italia franciscana da Conferência Italiana dos Ministros Provinciais da Ordem dos Frades Menores Capuchinhos e assistente local da Ordem Franciscana Secular e da Ordem Franciscana Juventude.

### Ministério episcopal
Em 19 de abril de 2023 foi nomeado arcebispo de Otranto pelo Papa Francisco; ele sucede a Donato Negro, que renunciou ao cargo após atingir o limite de idade. No dia 17 de junho seguinte recebeu a ordenação episcopal, na catedral de Otranto, do Arcebispo Donato Negro, seu antecessor, os co-consagradores Angelo Raffaele Panzetta, arcebispo de Crotone-Santa Severina e Giovanni Roncari, bispo de Pitigliano-Sovana-Orbetello e de Grosseto. Na mesma celebração tomou posse da arquidiocese.
Foi nomeado pela Conferência Episcopal da Apúlia presidente do instituto pastoral da Apúlia e presidente da comissão regional para a doutrina da fé, anúncio e catequese.
De 15 a 19 de abril de 2024, juntamente com os outros bispos e arcebispos da região de Puglia, foi a Roma para a sua primeira Visita ad limina apostolorum.